# 225a Brigada Mixta (Exèrcit Popular de la República)
La 225a Brigada Mixta va ser una de les Brigades Mixtes creades per l'Exèrcit Popular per a la defensa de la Segona República Espanyola. La unitat va combatre en els fronts d'Aragó, Llevant i Extremadura.

## Historial
La unitat va ser creada en l'estiu de 1937 a partir de batallons de la Defensa de Costes de la zona de Llevant. El comandant d'infanteria Alejandro Sáez de San Pedro va ser nomenat comandant de la 225a Brigada Mixta.
A la fi de febrer de 1938 la brigada va ser incorporada a la 72a Divisió del XVIII Cos d'Exèrcit, en aquell moment es trobava en període de reorganització al front de Terol. Poc després, l'11 de març —en plena ofensiva franquista a Aragó—, va ser enviada al sector de Casp-Escatrón per a donar suport a les forces del XII Cos d'Exèrcit; no obstant això, la unitat va sofrir greus pèrdues davant l'ofensiva enemiga i acabaria sent dissolta.
Algun temps després la 225a BM tornaria a ser recreada a la zona de Libros, i fou assignada a la 64a Divisió del XIX Cos d'Exèrcit. En la prefectura de la unitat va ser situat el major de milícies Juan Serrano Jiménez. Durant la campanya de Llevant va romandre situada a l'extrem oest del front, sense veure's afectada pels combats principals.
El 17 de desembre de 1938 la 225a Brigada Mixta va ser enviada al capdavant d'Extremadura de cara a l'ofensiva de Peñarroya, sent agrupada entre Jamilena i Torredonjimeno. Després del començament de l'ofensiva republicana la unitat va actuar a l'interior de la bossa de Valsequillo, però també en l'exterior, reforçant a altres unitats del XXII Cos d'Exèrcit. Entre el 17 i el 23 de gener de 1939 la 225a BM va realitzar nombrosos atacs contra les serres de Mesegara i Torozos, i va sofrir baixes considerables.